# Toxorhina (Ceratocheilus) prolongata
Toxorhina (Ceratocheilus) prolongata is een tweevleugelige uit de familie steltmuggen (Limoniidae). De soort komt voor in het Neotropisch gebied.